# Music City Star
El Music City Star es un sistema de tren de cercanías que abastece al Área metropolitana de Nashville. El Music City Star es operado por Tennessee Regional Transportation Authority (RTA). Inaugurado el 18 de septiembre de 2006, actualmente el Music City Star cuenta con 1 línea y 6 estaciones.